# Тріамінотрінітробензол
Триамінотринітробензол (1,3,5-триаміно-2,4,6-тринітробензол, ТАТБ) — органічна хімічна речовина. Жовті кристали, нерозчинна у воді, етиловому спирті, бензолі.
Термостійка бризантна вибухова речовина. Розкладається без плавлення за температури вище 300 °C (за іншими даними плавиться при 350 °C). Швидкість детонації при щільності 1,9 г/см 7900 м/с.
Малочутливе до механічних і теплових впливів, застосовується як термостійкий і малочутливий ВР. В даний час виробляється в промисловому масштабі в США. Використовується для створення ядерних бомб.